# Barta Mária (festő)
Barta Mária (Budapest, 1897. július 28. – Budapest, 1969. szeptember 29.) festő, grafikus, iparművész. Barta István festő és Barta Lajos szobrász testvére.

## Életpályája
Budapesten született Bek Gyula (1858-1922) borkereskedő és Bródy Gizella gyermekeként zsidó családban. 1923. november 18-án házasságot kötött Budapest VIII. kerületében Schwarcz Árpád fakereskedővel. A budapesti Képzőművészeti Főiskolán Udvary Géza, majd Rippl-Rónai József és Iványi-Grünwald Béla tanítványa volt. Később a bécsi Iparművészeti Főiskolán folytatta tanulmányait. Hosszabb időn át Párizsban élt, tanulmányúton járt Itáliában, Törökországban. A KUT tagjaként szerepelt kiállításokon; gyűjteményes kiállítása volt a Nemzeti Szalonban (1933), a régi Műcsarnok csoportkiállításain (1946–47), az Ernst Múzeumban (1959) és a Fényes Adolf-teremben (1964) tárlata. Elsősorban életképeket és csendéleteket festett.

## Egyéni kiállítások
- 1933 Nemzeti Szalon, Budapest (gyűjt., kat.)
- 1959 Ernst Múzeum, Budapest
- 1964 Fényes Adolf Terem, Budapest • Petőfi Művelődésii Otthon, Esztergom
- 1966 Danuvia Művelődési Ház, Budapest
- 1986 Pataky Galéria, Budapest [Barta Istvánnal] (kat.).

## Válogatott csoportos kiállítások
- 1921 Tavaszi Tárlat, Nemzeti Szalon, Budapest
- 1947 Alkotás Művészház, Budapest
- 1948 Magyar grafikai kiállítás, Stockholm
- 1957 Tavaszi Tárlat, Műcsarnok, Budapest
- 1959 Hét festő kiállítása, Ernst Múzeum, Budapest
- 1960 Magyar Képzőművésznők kiállítása, Műcsarnok, Budapest.

## Művek közgyűjteményekben
- Janus Pannonius Múzeum, Pécs
- Katona József Múzeum, Kecskemét
- Magyar Nemzeti Galéria, Budapest.